# Jégkorszak 3. – A dínók hajnala
A Jégkorszak 3. – A dínók hajnala (eredeti cím: Ice Age: Dawn of the Dinosaurs) 2009-ben bemutatott amerikai 3D-s számítógépes animációs film, amely a Jégkorszak-filmek 3. része. A forgatókönyvet Peter Gaulke írta, az animációs filmet Carlos Saldanha rendezte, a zenéjét John Powell szerezte, a producere Lori Forte volt. A Blue Sky Studios készítette, a 20th Century Fox forgalmazta.
Amerikában és Magyarországon 2009. július 1-jén mutatták be a mozikban.

## Cselekmény
Manfréd és Ellie gyereket várnak. Az apa már annyira izgatott, hogy megépített egy játszóteret a porontynak. Diego azonban nem érzi jól magát a csordával: már nem olyan jó vadász, mint régen, úgy érzi, a csorda mellett puhány lett, így úgy dönt, elhagyja őket. Természetesen, ezen összekapnak Mannyval, aki nehezen emészti a dolgot. Sid, látván a veszekedést, próbálja kibékíteni mindannyiukat, de nem sikerül. Úgy dönt, hogy új csordát szervez... ez azonban nem könnyű, főleg neki nem. Egyszer csak jégre lép, ami megreped alatta, és egy ismeretlen, föld alatti helyre érkezik. Talál három hatalmas tojást, és mivel senki sincs ott, úgy gondolja, hogy magányosak. Arcokat rajzol rájuk, és nagy nehezen felcipeli őket a fenti világba, hogy gondoskodjon róluk.
Manny szerint azonban nem jó ötlet, ha Sid szülő lenne, ugyanis még saját magára sem tud vigyázni, ellopta más tojásait, és az egyiket majdnem széttörte. Ráadásul még lehet, aki rémülten keresi őket. A lajhár egy fadarabra teszi őket és azt tetteti, hogy visszaviszi. De, jellemzően Sidre, nem teszi meg, amit ígért. Messze a mamutoktól, gondjukat viseli. Másnap arra ébred, hogy három kicsi dinó néz rá. Játszik velük, kioktatja őket, és próbál tejet szerezni... Végül Manfrédék játszóterére is beengedi őket, ahová a környékbeli kölykök is beontanak. Az összes szülő mérgére és félelmére, a dinókölykök mindent lerombolnak, felfalják a többi gyereket... ezek ellenére sem akar megválni a lajhár a "gyerekeitől". Ennek meg is lesz az ára: egy kihaltnak vélt dinoszaurusz rettegésben tartva mindenkit, megérkezik és visszaveszi a kölykeit, de mivel Sid nem enged, őt is elrabolja.
Manny, Ellie, Ropsz és Eddie, félve, a hatalmas állat nyomába erednek, hogy megmentsék az örök bajkeverőt. Manfréd próbálja rávenni a kismamát, hogy ne menjen tovább és forduljon vissza az oposszumokkal, ő viszont nem engedelmeskedik neki. Miután egy dinócsontvázon átsétálva leérnek, megbeszélik, hogyha Ellie bármilyen jelét is észlelné a baba szülésének, kiáltson "barack"-ot. (Mivel Manny szerint ez egy rövid és ütős jelszó-bár Ellie nem igazán ért vele egyet...) Ezután egy egész rejtett világ tárul a szemük elé, ami végig a lábuk alatt volt, óriási, kihaltnak hitt hüllőkkel. Hirtelen letámadja őket egy, és ezzel együtt előugrik az öreg Diego is, aki megmenti Eddie-t és Ropszot. Ő szintén Sid megmentésére indult, mivel útja közben látta Sid fogvatartóját, a mama T-rexet elhaladni Siddel a szájában. De még az ő segítségével sem tudnak megmenekülni több dinó csapdájából.
Egyszer csak indán lógva előbukkan egy különc, szemkendős menyét egy fog alakú késsel, aki röviden Buck-nak hívja magát, hosszabban Ákom-Bákomnak. Miután kimenti őket, a rövid bemutatkozás után azt tanácsolja, eredjenek haza, mivel ez itt nem nekik való hely. Ám a kis csapat nem enged a menyétnek. Buck elmondja, látta a dinoszaurusz mamát, aki a lávazuhatag felé a Dinók Óvodájába tartott három kicsinyével és egy petyhüdt zöld valamivel (ami persze Sid volt). Hogy megtalálhassák őt, át kell kelniük a Szenvedés Dzsungelén, azután a Halál Hasadékán, és végül a Sikolyok Síkján. Buck végül hozzáteszi, hogyha mindez nem lenne elég, mindig állandó veszélyként áll fenn Rudi, a hatalmas ragadozó dinoszaurusz, akit Buck egyébként elszántan üldöz.
Mondani se kell, a csapat bármire hajlandó Sidért. A Szenvedés Dzsungelében támadják meg húsevő növények Mannyt, aki gyümölcsöt akar szedni Ellie-nek, és a közelében lévő Diegót. Buck, a szupermenyét segítségével megússzák a kalandot. Közben Sidet a dinóanya hazaviszi, és megpróbálja megölni, de a gyerekei megvédik Sidet. A mama enged a kölyköknek, így a lajhár egyelőre megúszta.
A Halál Hasadéka tele van mérges gázzal, ami Buck szerint halálos. Egy borda csontvázon lehet átkelni rajta, ami egyfajta felvonóként működik. Először Ellie száll fel rá, és sikeresen odaér a szakadék túlsó felére. Azután a többiek jönnek, de útközben megakad a felvonó kötele, amit Buck húz, és sorban mindannyian belélegzik a gázt. Kiderül, hogy csak hélium, és röhögőgörcsöt okoz. A végén Ellie húzza fel őket. Sid eközben próbálja rávenni a kölyköket, hogy legyenek vegetáriánusok, és egyenek brokkolit, az anyjuk pedig arra, hogy fogyasszanak állatokat. Majd abbahagyják a vitát, mert jön Rudi, aki elől a mama T-rex időben elmenekül.
Buck megállítja a csapatot éjszakára. Este a tábortűznél elmeséli régi harcát Rudival, amiben elvesztette fél szemét, és megszerezte Rudi egyik fogát, amit azóta késként használ. Manny, aki nincs oda Buck hőstetteiért (nem úgy mint az oposszumok, akik istenítik a menyétet), elmegy Ellievel aludni. A dínómama végül úgy tűnik, befogadja a családjába Sidet, mivel megengedi, hogy velük éjszakázzon.. Az éjszaka közepén Mannynak rémálma lesz, amiben Elliet veszély fenyegeti.

## Szereplők
| Szereplő | Eredeti hang        | Magyar hang          | Fajtájuk                 |
| --- | ------------------- | -------------------- | ------------------------ |
| Manfréd | Ray Romano          | Szabó Sipos Barnabás | Gyapjas mamut            |
| Sid | John Leguizamo      | Geszti Péter         | Jefferson földi lajhárja |
| Diego | Denis Leary         | Berzsenyi Zoltán     | Kardfogú tigris          |
| Ropsz | Seann William Scott | Gáspár András        | Oposszum                 |
| Eddie | Josh Peck           | Molnár Levente       | Oposszum                 |
| Ellie | Queen Latifah       | Bognár Gyöngyvér     | Gyapjas mamut            |
| Buck | Simon Pegg          | Anger Zsolt          | Menyét                   |
| Motkány | Chris Wedge         | (saját hangján)      | Mókus                    |
| Motkánylány | Karen Disher        | (saját hangján)      | Mókus                    |
| További magyar hangok |                     |                      |                          |
| Bárány Virág, Béli Titanilla, Bodrogi Attila, Bókai Mária, Csizmadia Gabi, Gáspár Bianka, Glósz András, Hermann Lilla, Illyés Mari, Penke Soma, Pipó László, Sági Tímea, Szabó Máté, Szokol Péter, Timon Barnabás, Umbráth László, Varga Gabriella |                     |                      |                          |

## Dinoszaurusz fajták
- Tyrannosaurus
- Baryonyx
- Ankylosaurus
- Brachiosaurus
- Gallimimus
- Guanlong
- Triceratops
- Iguanodon
- Pachycephalosaurus
- Kentrosaurus

## DVD
2009 októberében jelent meg Amerikában a Jégkorszak 3. – A dínók hajnala DVD, Magyarországon 2009. november 25-én jelent meg. Nem sokkal később a film megjelent 3D-s változatban is.

## DVD extrák
- Egyéb – Buck túlélő kalauza: Tények a jégkorszakból
- Videóklip – Walt the Dinosaur
- Bónusz kisfilm – Motkányszerelem (magyar hanggal)
- Kisfilm – Kisfilm Buck-kal
- Előzetes – Avatar előzetes